# Трихіт
Трихіт (рос. трихит, англ. trichite, нім. Trichit m — кристаліти у вулканічних породах у вигляді радіальних або неправильних скупчень, пов'язані двофазні включення, характерні для турмаліну («трихіт»).
Від грецьк «трикс» — волосся. (F.Zirkel, 1867).